# Campeonato Europeu de Patinação Artística no Gelo de 1976
O Campeonato Europeu de Patinação Artística no Gelo de 1976 foi a sexagésima oitava edição do Campeonato Europeu de Patinação Artística no Gelo, um evento anual de patinação artística no gelo organizado pela União Internacional de Patinação (em inglês:  International Skating Union) onde os patinadores artísticos competem pelo título de campeão europeu. A competição foi disputada entre os dias 13 de janeiro e 18 de janeiro, na cidade de Genebra, Suíça.

## Eventos
- Individual masculino
- Individual feminino
- Duplas
- Dança no gelo

## Medalhistas
| Evento                        | Ouro                                                      | Prata                                              | Bronze                                                  |
| Individual masculino detalhes | John Curry · Reino Unido                                  | Vladimir Kovalev · União Soviética                 | Jan Hoffmann · Alemanha Oriental                        |
| Individual feminino detalhes  | Dianne de Leeuw · Países Baixos                           | Anett Pötzsch · Alemanha Oriental                  | Christine Errath · Alemanha Oriental                    |
| Duplas detalhes               | Irina Rodnina · Alexander Zaitsev · União Soviética       | Romy Kermer · Rolf Österreich · Alemanha Oriental  | Irina Vorobieva · Alexander Vlasov · União Soviética    |
| Dança no gelo detalhes        | Liudmila Pakhomova · Alexander Gorshkov · União Soviética | Irina Moiseeva · Andrei Minenkov · União Soviética | Natalia Linichuk · Gennadi Karponosov · União Soviética |

## Resultados

### Individual masculino
| Pos.              | Nome                   | Nacionalidade      |
| ----------------- | ---------------------- | ------------------ |
| Medalha de ouro   | John Curry             | Reino Unido        |
| Medalha de prata  | Vladimir Kovalev       | União Soviética    |
| Medalha de bronze | Jan Hoffmann           | Alemanha Oriental  |
| 4                 | Yuri Ovchinnikov       | União Soviética    |
| 5                 | Sergei Volkov          | União Soviética    |
| 6                 | Robin Cousins          | Reino Unido        |
| 7                 | Zdeněk Pazdírek        | Tchecoslováquia    |
| 8                 | László Vajda           | Hungria            |
| 9                 | Pekka Leskinen         | Finlândia          |
| 10                | Ronald Koppelent       | Áustria            |
| 11                | Mario Liebers          | Alemanha Oriental  |
| 12                | Miroslav Soska         | Tchecoslováquia    |
| 13                | Jean-Christophe Simond | França             |
| 14                | Glyn Jones             | Reino Unido        |
| 15                | Grzegorz Głowania      | Polônia            |
| 16                | Gilles Beyer           | França             |
| 17                | Gerd-Walter Gräbner    | Alemanha Ocidental |
| 18                | Gerhard Hubmann        | Áustria            |
| 19                | Rolando Bragaglia      | Itália             |
| 20                | Paul Cechmanek         | Luxemburgo         |
| 21                | Martin Sochor          | Suíça              |
| 22                | Matijaz Krusec         | Iugoslávia         |
| 23                | Flemming Soderquist    | Dinamarca          |

### Individual feminino
| Pos.              | Nome                      | Nacionalidade      |
| ----------------- | ------------------------- | ------------------ |
| Medalha de ouro   | Dianne de Leeuw           | Países Baixos      |
| Medalha de prata  | Anett Pötzsch             | Alemanha Oriental  |
| Medalha de bronze | Christine Errath          | Alemanha Oriental  |
| 4                 | Isabel de Navarre         | Alemanha Ocidental |
| 5                 | Susanna Driano            | Itália             |
| 6                 | Dagmar Lurz               | Alemanha Ocidental |
| 7                 | Danielle Rieder           | Suíça              |
| 8                 | Elena Vodorezova          | União Soviética    |
| 9                 | Gerti Schanderl           | Alemanha Ocidental |
| 10                | Karena Richardson         | Reino Unido        |
| 11                | Grażyna Dudek             | Polônia            |
| 12                | Hana Knapova              | Tchecoslováquia    |
| 13                | Claudia Kristofics-Binder | Áustria            |
| 14                | Lotta Crispin             | Suécia             |
| 15                | Evi Kopfli                | Suíça              |
| 16                | Marie-Claude Bierre       | França             |
| 17                | Niina Kyottinen           | Finlândia          |
| 18                | Anne-Marie Verlaan        | Países Baixos      |
| 19                | Katja Seretti             | Itália             |
| 20                | Sophie Verlaan            | Países Baixos      |
| 21                | Maja Zupancic             | Iugoslávia         |
| 22                | Bente Larsen              | Noruega            |
| WD                | Marion Weber              | Alemanha Oriental  |

### Duplas
| Pos.              | Nome                                   | Nacionalidade      |
| ----------------- | -------------------------------------- | ------------------ |
| Medalha de ouro   | Irina Rodnina / Alexander Zaitsev      | União Soviética    |
| Medalha de prata  | Romy Kermer / Rolf Österreich          | Alemanha Oriental  |
| Medalha de bronze | Irina Vorobieva / Alexander Vlasov     | União Soviética    |
| 4                 | Manuela Groß / Uwe Kagelmann           | Alemanha Oriental  |
| 5                 | Karin Künzle / Christian Künzle        | Suíça              |
| 6                 | Kerstin Stolfig / Veit Kempe           | Alemanha Oriental  |
| 7                 | Marina Leonidova / Vladimir Bogoliubov | União Soviética    |
| 8                 | Corinna Halke / Eberhard Rausch        | Alemanha Ocidental |
| 9                 | Ursula Nemec / Michael Nemec           | Áustria            |
| 10                | Gabriele Beck / Jochen Stahl           | Alemanha Ocidental |
| 11                | Erika Taylforth / Colin Taylforth      | Reino Unido        |
| 12                | Ingrid Spieglova / Alan Spiegel        | Tchecoslováquia    |
| 13                | Gabriele Arco / Nikolaus Stephan       | Áustria            |

### Dança no gelo
| Pos.              | Nome                                    | Nacionalidade      |
| ----------------- | --------------------------------------- | ------------------ |
| Medalha de ouro   | Liudmila Pakhomova / Alexander Gorshkov | União Soviética    |
| Medalha de prata  | Irina Moiseeva / Andrei Minenkov        | União Soviética    |
| Medalha de bronze | Natalia Linichuk / Gennadi Karponosov   | União Soviética    |
| 4                 | Krisztina Regőczy / András Sallay       | Hungria            |
| 5                 | Hilary Green / Glyn Watts               | Reino Unido        |
| 6                 | Matilde Ciccia / Lamberto Ceserani      | Itália             |
| 7                 | Teresa Weyna / Piotr Bojanczyk          | Polônia            |
| 8                 | Janet Thompson / Warren Maxwell         | Reino Unido        |
| 9                 | Eva Pestova / Jiří Pokorny              | Tchecoslováquia    |
| 10                | Kay Barsdell / Kenneth Foster           | Reino Unido        |
| 11                | Susi Handschmann / Peter Handschmann    | Suíça              |
| 12                | Stefania Bertele / Walter Cecconi       | Itália             |
| 13                | Marie-Joelle Michel / Frédéric Gardin   | França             |
| 14                | Isabella Rizzi / Luigi Freroni          | Itália             |
| 15                | Ewa Kolodziej / Tadeusz Góra            | Polônia            |
| 16                | Christina Henke / Udo Dönsdorf          | Alemanha Ocidental |
| 17                | Gerda Bühler / Maxime Erlanger          | Suíça              |

## Quadro de medalhas
| Ordem | País              | Medalha de ouro | Medalha de prata | Medalha de bronze |    | Ordem por total |
| ----- | ----------------- | --------------- | ---------------- | ----------------- | -- | --------------- |
| 1     | União Soviética   | 2               | 2                | 2                 | 6  | 1               |
| 2     | Países Baixos     | 1               |                  |                   | 1  | 3               |
| 2     | Reino Unido       | 1               |                  |                   | 1  | 3               |
| 4     | Alemanha Oriental |                 | 2                | 2                 | 4  | 2               |
| TOTAL | TOTAL             | 4               | 4                | 4                 | 12 | —               |